# Akif Pirinçci

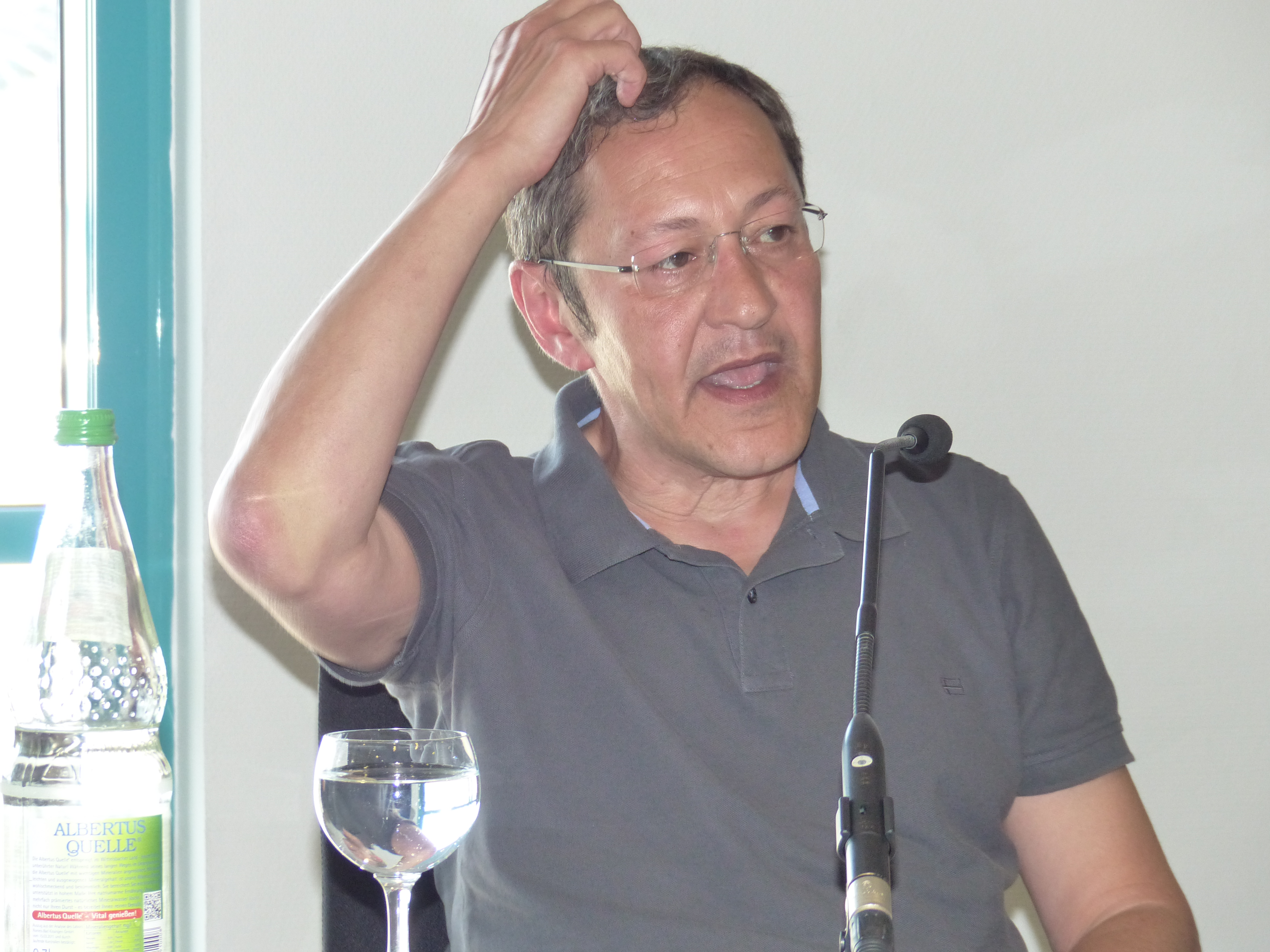
Akif Pirinçci (2014)

Akif Pirinçci (* 20. října 1952) je německý spisovatel tureckého původu, jehož mezinárodně nejvíce známé dílo je román Felidae.

## Život
Pirinçci se narodil 20. října 1959 v tureckém Istanbulu, ale společně se svými rodiči v roce 1969 emigroval do Německa. Fikci začal psát již v raném věku a svůj první román Tränen sind immer das Ende (doslova: „Slzy jsou vždy konec“) publikoval v roce 1980, kdy mu bylo 21 let. Jeho další literární dílo, publikované v roce 1989, byl román Felidae. Dílo kriminální fikce s kočkami jako hlavními protagonisty. Tato novela byla přeložena do 17 jazyků a stala se mezinárodním bestsellerem. Vzhledem k tomuto úspěchu se Pirinçci rozhodl rozšířit svůj koncept „kočičího kriminálního románu“ a vydal několik pokračování k původní knize Felidae. Do češtiny je přeložen (krom dílu prvního) jen druhý díl Felidae II a to pod názvem Francis: nová kočičí detektivka. Dle předlohy Felidae byl natočen v Německu v roce 1994 animovaný film.
Pirinçci publikoval několik dalších románů, které nejsou zasazeny do fiktivní reality série Felidae. Nicméně žádné z těchto děl nedošlo stejné popularitě a uznání.
Pirinçci nyní žije v Bonnu v Německu.

## Dílo
- Tränen sind immer das Ende (1980)
- Felidae (1989)
- Der Rumpf (1992)
- Felidae II (česky: Francis: nová kočičí detektivka) (1993)
- Felidae animovaný film (scénář) (1994)
- Yin (1997)
- Cave Canem. Felidae III (1999)
- Die Damalstür (2001)
- Das Duell. Felidae IV (2002)
- Salve Roma! Felidae V (2004)
- Der letzte Weltuntergang: Krimi-Erzählungen (2007)
- Schandtat Felidae VI (2007)
- Felipolis Felidae VII (2010)
- The Back Door (2011)